# Лондон (Каліфорнія)
Лондон (англ. London) — переписна місцевість (CDP) в США, в окрузі Туларе штату Каліфорнія. Населення — 1518 осіб (2020).

## Географія
Лондон розташований за координатами 36°28′52″ пн. ш. 119°26′38″ зх. д. / 36.48111° пн. ш. 119.44389° зх. д. (36.480973, -119.444004).  За даними Бюро перепису населення США в 2010 році переписна місцевість мала площу 1,63 км², уся площа — суходіл.

## Демографія
Згідно з переписом 2010 року, у переписній місцевості мешкало 1869 осіб у 393 домогосподарствах у складі 351 родини. Густота населення становила 1147 осіб/км².  Було 408 помешкань (250/км²).
Расовий склад населення:
| - 40,7 % — білих - 2,5 % — корінних американців - 0,3 % — чорних або афроамериканців - 52,2 % — осіб інших рас |

До двох чи більше рас належало 4,3 %. Частка іспаномовних становила 92,9 % від усіх жителів.
За віковим діапазоном населення розподілялося таким чином: 36,2 % — особи молодші 18 років, 59,1 % — особи у віці 18—64 років, 4,7 % — особи у віці 65 років та старші. Медіана віку мешканця становила 25,6 року. На 100 осіб жіночої статі у переписній місцевості припадало 123,3 чоловіків;  на 100 жінок у віці від 18 років та старших — 136,2 чоловіків також старших 18 років.
Середній дохід на одне домашнє господарство  становив 32 526 доларів США (медіана — 24 491), а середній дохід на одну сім'ю — 31 546 доларів (медіана — 24 286). Медіана доходів становила 19 129 доларів для чоловіків та 20 000 доларів для жінок. За межею бідності перебувало 47,2 % осіб, у тому числі 56,8 % дітей у віці до 18 років та 33,6 % осіб у віці 65 років та старших.
Цивільне працевлаштоване населення становило 640 осіб. Основні галузі зайнятості: сільське господарство, лісництво, риболовля — 55,9 %, освіта, охорона здоров'я та соціальна допомога — 10,3 %, виробництво — 8,8 %, мистецтво, розваги та відпочинок — 8,8 %.